# Долно Чичево
 Тази статия е за едното село в Северна Македония.  За другото вижте Горно Чичево.  За селото в България вижте Чичево.
Долно Чичево или Долно Чичово (на македонска литературна норма: Долно Чичево) е село в централната част на Северна Македония, община Градско.

## География
Селото е разположено в областта Клепа, близо до десния бряг на река Вардар, на 50 километра южно от град Велес и на 6 километра западно от Градско.

## История
В XIX век Долно Чичево е българско село във Велешка кааза, Нахия Клепа на Османската империя. В „Етнография на вилаетите Адрианопол, Монастир и Салоника“, издадена в Константинопол в 1878 година и отразяваща статистиката на населението от 1873 Долно Чичово (Tchitchovo Dolno) е посочено като село със 70 домакинства и 75 жители мюсюлмани и 251 жители българи. Според статистиката на Васил Кънчов („Македония. Етнография и статистика“) от 1900 г. Долно Чичово има 550 жители българи християни и 350 турци.
В началото на XX век християнските жители на селото са под върховенството на Българската екзархия. По данни на секретаря на екзархията Димитър Мишев („La Macédoine et sa Population Chrétienne“) през 1905 година в Долно Чичово (Dolno Tchtichovo) има 568 българи екзархисти и работи българско училище.
При избухването на Балканската война 7 души от Чичево (Горно и Долно) са доброволци в Македоно-одринското опълчение.
В 1913 година Долно Чичево попада в Сърбия, а от 1991 година е в Северна Македония.
На етническата си карта от 1927 година Леонард Шулце Йена показва Долно Чичево (Dl.-Čičevo) като смесено българско християнско и българо-мохамеданско (помашко) село.
По време на българското управление във Вардарска Македония в годините на Втората световна война, Никола М. Иванов от Кочани е български кмет на Чичево от 1 септември 1941 година до 29 януари 1942 година. След това кметове са Трайко М. Костов от Павлешенци (29 януари 1942 - 30 октомври 1942), Иван Ил. Сребров (30 януари - 1943 - 12 август 1944) и Александър М. Манчев от Кочани (12 август 1944 - 9 септември 1944).
Основна забележителност на селото е църквата „Свети Атанасий", изградена от 1880 до 1890 година и изписана в 1891 година. Наблизо е и Чичевският манастир „Свети Архангел Михаил“. Там се намира и Българска войнишка гробница от Първата световна война.

## Личности
Родени в Долно Чичево
- Илия Касев (1871 – 1914), български революционер от ВМОРО
- Лефко Лазарков (1880 – след 1954), български революционер от ВМОРО
- Тоде Наце българин, православен, заловен на 18 декември 1903 година „по време на сблъсъка с военна част, станал край велешкото село Къпиново, докато кръстосвал с четата, към която се присъединил с бунтовнически намерения“, осъден на доживотна каторга, лежал в Скопския затвор, амнистиран с общата амнистия от 12 април 1904 година[8]
- Христо Петров (1893 - 1925), български революционер от ВМРО

Починали в Долно Чичево
- Александър Илиев Ангелов (1893 – 1915), български военен деец, поручик, загинал през Първата световна война[9]
- Антон Петров Заралиев, български военен деец, поручик, загинал през Първата световна война[10]
- Асен Николов Ганчев, български военен деец, капитан, загинал през Първата световна война[11]
- Георги Гърчев (1885 – 1912), български военен и революционер, починал в Горно или Долно Чичево
- Димитър Иванов Тумбев, български военен деец, поручик, загинал през Първата световна война[12]
- Михаил (Михал) Филипов Денизов, български военен деец, поручик, загинал през Първата световна война[13]
- Тодор Бояджиев Димитров, български военен деец, капитан, загинал през Първата световна война[14]
- Тодор Христов Савов, български военен деец, санитарен подпоручик, загинал през Първата световна война[12]
- Никола Илиев Николов, редник, от Козаревец, загинал на 1 ноември 1915 година